# Hercules Reborn
Hercules Reborn  ist ein US-amerikanischer Abenteuerfilm von Nick Lyon aus dem Jahr 2014. Produziert wurde der Film von The Asylum. In der Hauptrolle des Hercules ist der Wrestler John Hennigan alias Morrison zu sehen.

## Handlung
Die Geschichte spielt im ummauerten und gut befestigten Königreich Enos. Arius hielt erfolgreich um die Hand der Prinzessin Theodora, Tochter Königs Demetrius, an. Gemeinsam mit seinem besten Freund Horace befindet er sich an Hofe, als General Nikos beschließt, die Hauptstadt wegen ihres Goldes und Reichtums anzugreifen. Die Königsfamilie befürwortet diese Aktion ganz und gar nicht und im Laufe wenden sich die Dinge in Enos zum Schlechten. Nikos reißt die Herrschaft über Enos an sich und lässt bis auf die Prinzessin Theodora die Königsfamilie töten. Er will, auch um seine Vormachtstellung zu festigen, Prinzessin Theodora ehelichen. Arius und Horace, die erfolgreich aus der Stadt flüchten konnten, beschließen, den legendären Hercules aufzusuchen, um dessen Hilfe zu erbitten. Er soll dabei helfen, die Prinzessin zu retten und dem Königreich wieder zu seinem früheren Glanz zu verhelfen.
Hercules, der Sohn des Zeus, befindet sich allerdings irgendwo versteckt in den Bergen im Exil. Diese Strafe erhielt er, als er im Alkoholrausch seine Frau und seine Kinder erschlug. Als sie ihn schließlich finden und ihn über die Situation in Enos unterrichten, sieht Hercules die Chance darin, seinen Ruf und seine Ehre wiederherzustellen, falls es ihn gelingen sollte, Nikos zu stürzen und die Prinzessin zu befreien. Gemeinsam mit Arius und seinem Kampfgefährten Horace stellt sich Hercules schließlich den Übeltätern, kann Nikos niederstrecken und Prinzessin Theodora befreien.

## Hintergrund
Es handelt sich um einen Mockbuster zum Film Hercules von Brett Ratner mit Dwayne Johnson in der Hauptrolle. Der Großteil der Aufnahmen entstanden in der marokkanischen Provinz Ouarzazate. In den USA erschien der Film am 15. Juli 2014 im Videoverleih. In Deutschland erfolgte der Start in den Videoverleih am 24. September 2014.

## Rezeption
„Dramaturgisch und inszenatorisch unterbelichtete Asylum-Produktion, die die vielen Kampfhandlungen rüde-drastisch visualisiert. Erfolglos bleibt vor allem auch der Versuch, einen US-amerikanischen Wrestling-Star zum „Superhelden“ aufzubauen.“

„Sandiger Schund aus der Trashschmiede Asylum.“

Alex Paul gibt in seiner Review auf The Action Elite zu, dass er von dem Film positiv überrascht sei und eigentlich auf einen Film auf Sharknado – Genug gesagt! Niveau gefasst war. Er findet, dass der Film „fantastisch“ aussehe und „die Bühnenbilder und Kostüme waren alle erstklassig und die Nebendarsteller haben großartige Arbeit geleistet“. Besonders hebt er die schauspielerische Leistung von Christina Ulfsparre hervor, die nicht das Klischee des „Mädchen in Not“ spielt, sondern eine taffe Frau, die sich auch mit Soldaten prügelt. Für Alex Paul gilt Hauptdarsteller John Hennigan dennoch als Star des Films und ist von dessen Leistungen überzeugt. Bemängelt wird das doch recht offensichtliche per CGI generierte Blut. Als Fazit gibt er an, dass der „Film auf jeden Fall sehenswert ist“. Final vergibt er drei von fünf möglichen Punkten.
Auf Rotten Tomatoes hat der Film einen Anteil positiver Zuschauerwertungen von 9 % bei über 50 Bewertungen. In der Internet Movie Database hat der Film bei über 4.200 Stimmenabgaben eine Wertung von 3,2 von 10,0 möglichen Sternen (Stand: Juli 2023).